# Macbrideina
Macbrideina là một chi thực vật có hoa trong họ Thiến thảo (Rubiaceae).

## Loài
Chi Macbrideina gồm các loài: